# UCI WorldTour

Logo UCI WorldTour von 2011 bis 2015

Die UCI WorldTour ist eine seit dem Jahr 2011 vom Weltradsportverband UCI veranstaltete Serie bedeutender Eintages- und Etappenrennen.

## Charakteristik
Die UCI WorldTour ist die Nachfolgeserie der an den Konflikten zwischen den Veranstaltern der Grand Tours Tour de France, Giro d’Italia und Vuelta a España auf der einen Seite und der UCI auf der anderen Seite gescheiterten UCI ProTour. Sie vereinigt die ehemaligen ProTour-Rennen mit den Rennen des historischen Kalenders der zur ProTour oppositionellen Veranstalter, die zuvor bereits übergangsweise im UCI World Calendar 2009 und 2010 zusammengefasst waren.
Teilnehmer sind die besonders lizenzierten UCI WorldTeams. Außerdem können UCI ProTeams (bis 2019: UCI Professional Continental Teams) durch den jeweiligen Veranstalter eines Rennens eingeladen werden. Bei einzelnen Rennen ist außerdem ein Nationalteam des Gastgeberlandes zur Teilnahme berechtigt.
Unterhalb der UCI WorldTour werden kontinentale Rennserien, die UCI Continental Circuits, sowie ab der Saison 2020 die UCI ProSeries, veranstaltet.

## Aktuelle Rennen der WorldTour
| Rennen                            | Land                         | Tage | Termin                        | Erstmals ausgetragen | WorldTour seit | Veranstalter                          |
| --------------------------------- | ---------------------------- | ---- | ----------------------------- | -------------------- | -------------- | ------------------------------------- |
| Tour Down Under                   | Australien                   | 6    | Mitte Januar                  | 1999                 | 2011           | Events South Australia                |
| Cadel Evans Great Ocean Road Race | Australien                   | 1    | Ende Januar                   | 2015                 | 2017           | Visit Victoria                        |
| UAE Tour                          | Vereinigte Arabische Emirate | 7    | Ende Februar                  | 2015 a               | 2019           | RCS Sport                             |
| Omloop Het Nieuwsblad             | Belgien                      | 1    | Ende Februar                  | 1945                 | 2017           | Flanders Classics                     |
| Strade Bianche                    | Italien                      | 1    | Anfang März                   | 2007                 | 2017           | RCS Sport                             |
| Paris–Nizza                       | Frankreich                   | 8    | Anfang/Mitte März             | 1933                 | 2011           | Amaury Sport Organisation             |
| Tirreno–Adriatico                 | Italien                      | 7    | Anfang/Mitte März             | 1966                 | 2011           | RCS Sport                             |
| Mailand–Sanremo                   | Italien                      | 1    | Mitte März                    | 1907                 | 2011           | RCS Sport                             |
| Katalonien-Rundfahrt              | Spanien                      | 7    | Ende März                     | 1911                 | 2011           | Amaury Sport Organisation             |
| Driedaagse Brugge-De Panne        | Belgien                      | 1 b  | Ende März                     | 1977                 | 2019           | Koninklijke Veloclub Panne Sportief   |
| E3-Preis Flandern                 | Belgien                      | 1    | Ende März                     | 1958                 | 2012           | KWC Hand in Hand vzw                  |
| Gent–Wevelgem                     | Belgien                      | 1    | Ende März                     | 1934                 | 2011           | Flanders Classics                     |
| Quer durch Flandern               | Belgien                      | 1    | Ende März                     | 1945                 | 2017           | Flanders Classics                     |
| Flandern-Rundfahrt                | Belgien                      | 1    | Anfang April                  | 1913                 | 2011           | Flanders Classics                     |
| Baskenland-Rundfahrt              | Spanien                      | 6    | Anfang April                  | 1924                 | 2011           | Organizaciones Ciclistas Euskadi      |
| Paris–Roubaix                     | Frankreich                   | 1    | Anfang/Mitte April            | 1896                 | 2011           | Amaury Sport Organisation             |
| Amstel Gold Race                  | Niederlande                  | 1    | Mitte April                   | 1966                 | 2011           | Flanders Classics                     |
| La Flèche Wallonne                | Belgien                      | 1    | Ende April                    | 1936                 | 2011           | Amaury Sport Organisation             |
| Lüttich–Bastogne–Lüttich          | Belgien                      | 1    | Ende April                    | 1892                 | 2011           | Amaury Sport Organisation             |
| Tour de Romandie                  | Schweiz                      | 6    | Ende April/Anfang Mai         | 1947                 | 2011           | Chassot Concept SA                    |
| Eschborn–Frankfurt                | Deutschland                  | 1    | 1. Mai                        | 1968                 | 2017           | Amaury Sport Organisation (GFR)       |
| Giro d’Italia                     | Italien                      | 21   | Mai                           | 1909                 | 2011           | RCS Sport                             |
| Critérium du Dauphiné             | Frankreich                   | 8    | Anfang Juni                   | 1947                 | 2011           | Amaury Sport Organisation             |
| Tour de Suisse                    | Schweiz                      | 8    | Anfang/Mitte Juni             | 1933                 | 2011           | Swiss Cycling / Infront               |
| Copenhagen Sprint                 | Danemark                     | 1    | Mitte Juni                    | 2025                 | 2025           |                                       |
| Tour de France                    | Frankreich                   | 21   | Juli                          | 1903                 | 2011           | Amaury Sport Organisation             |
| Clásica San Sebastián             | Spanien                      | 1    | Ende Juli / Anfang August     | 1981                 | 2011           | Organizaciones Ciclistas Euskadi      |
| Polen-Rundfahrt                   | Polen                        | 7    | Anfang August                 | 1928                 | 2011           | Lang Team Sp. z o.o.                  |
| Vuelta a España                   | Spanien                      | 21   | Ende August – Mitte September | 1935                 | 2011           | Amaury Sport Organisation (Unipublic) |
| Cyclassics Hamburg                | Deutschland                  | 1    | Mitte August                  | 1996                 | 2011           | Amaury Sport Organisation (GFR)       |
| Bretagne Classic Ouest-France     | Frankreich                   | 1    | Ende August                   | 1931                 | 2011           | Comité des Fètes de Plouay            |
| Benelux Tour                      | Niederlande Belgien          | 7    | Ende August                   | 2005                 | 2011           | Golazo                                |
| Grand Prix Cycliste de Québec     | Kanada                       | 1    | Anfang/Mitte September        | 2010                 | 2011           | Groupe Serdy                          |
| Grand Prix Cycliste de Montréal   | Kanada                       | 1    | Anfang/Mitte September        | 2010                 | 2011           | Groupe Serdy                          |
| Lombardei-Rundfahrt               | Italien                      | 1    | Mitte Oktober                 | 1905                 | 2011           | RCS Sport                             |
| Tour of Guangxi                   | China Volksrepublik          | 6    | Mitte Oktober                 | 2017                 | 2017           | Wanda Group                           |

## Ehemalige Rennen der ProTour / WorldTour
| Rennen                                                      | Land                   | Renntage | Erstmals ausgetragen | Jahre Pro/WorldTour | Grund für Ausscheiden aus Pro/WorldTour        |
| ----------------------------------------------------------- | ---------------------- | -------- | -------------------- | ------------------- | ---------------------------------------------- |
| Meisterschaft von Zürich                                    | Schweiz                | 1        | 1914                 | 2005–2006           | eingestellt                                    |
| Mannschaftszeitfahren Eindhoven                             | Niederlande            | 1        | 2005                 | 2005–2007           | eingestellt                                    |
| Paris–Tours                                                 | Frankreich             | 1        | 1896                 | 2005–2007           | heruntergestuft in die UCI Europe Tour         |
| Deutschland Tour                                            | Deutschland            | 9        | 1911                 | 2005–2008           | eingestellt (seit 2018 wieder UCI Europe Tour) |
| Tour of Beijing                                             | China Volksrepublik    | 5        | 2011                 | 2011–2014           | eingestellt                                    |
| Straßenradsport-Weltmeisterschaften (Mannschaftszeitfahren) | wechselnd              | 1        | 2012                 | 2012–2015           | Änderung des Formats                           |
| Prudential RideLondon-Surrey Classic                        | Vereinigtes Konigreich | 1        | 2011                 | 2017–2019           | 2020/21 abgesagt                               |
| Kalifornien-Rundfahrt                                       | Vereinigte Staaten     | 7        | 2006                 | 2017–2019           | eingestellt                                    |
| Türkei-Rundfahrt                                            | Turkei                 | 6        | 1966                 | 2017–2019           | heruntergestuft in die UCI Europe Tour         |

## Rankings
Bis zu einer Reform zu Saisonbeginn 2015 wurden kalenderjährliche Rankings für Fahrer, Teams und Nationen erstellt. Mit Beginn der Saison 2015 sollten die WorldTour-Rankings für Fahrer und Nationen durch entsprechende Weltranglisten ersetzt werden. Es sollte eine Mannschaftswertung verbleiben, die sich aus den Ergebnissen der drei punktbesten Fahrer eines jeden Wettbewerbs – unter Einschluss der Punkte für Etappenergebnisse, Führungen, Berg- und Punktewertungen – errechnen sollte. Die Punkteskala sollte dabei derjenigen der Weltrangliste entsprechen. Teams, die sich im Mannschaftszeitfahren der Straßenradsport-Weltmeisterschaften unter den ersten Zehn platzieren, sollten 400 bis 600 zusätzliche Punkte erhalten. Nach Protesten der Teams wurde diese Regeländerung für 2015 ausgesetzt. Ein vergleichbares Reglement wurde dann zur UCI WorldTour 2017 eingeführt. Mit Wirkung ab der UCI WorldTour 2019 wurden die WorldTour-Jahreswertungen eingestellt.
Sieger UCI ProTour, UCI World Calendar und UCI WorldTour
| Wettbewerb              | Fahrerwertung      | Mannschaftswertung | Nationenwertung |
| ----------------------- | ------------------ | ------------------ | --------------- |
| UCI ProTour 2005        | Danilo Di Luca     | Team CSC           | Italien         |
| UCI ProTour 2006        | Alejandro Valverde | Team CSC           | Spanien         |
| UCI ProTour 2007        | Cadel Evans        | Team CSC           | Spanien         |
| UCI ProTour 2008        | Alejandro Valverde | Caisse d’Epargne   | Spanien         |
| UCI World Calendar 2009 | Alberto Contador   | Astana             | Spanien         |
| UCI World Calendar 2010 | Joaquim Rodríguez  | Team Saxo Bank     | Spanien         |
| UCI WorldTour 2011      | Philippe Gilbert   | Omega Pharma-Lotto | Italien         |
| UCI WorldTour 2012      | Joaquim Rodríguez  | Sky ProCycling     | Spanien         |
| UCI WorldTour 2013      | Joaquim Rodríguez  | Movistar           | Spanien         |
| UCI WorldTour 2014      | Alejandro Valverde | Movistar Team      | Spanien         |
| UCI WorldTour 2015      | Alejandro Valverde | Movistar Team      | Spanien         |
| UCI WorldTour 2016      | Peter Sagan        | Movistar Team      | Spanien         |
| UCI WorldTour 2017      | Greg Van Avermaet  | Team Sky           | keine Wertung   |
| UCI WorldTour 2018      | Simon Yates        | Quick-Step Floors  | keine Wertung   |